# Maïsadour
Maïsadour, titre  formé à partir des mots maïs et du fleuve Adour, est un groupe agroalimentaire coopératif basé en Aquitaine, dont le siège social se situe à Haut-Mauco, dans le département des Landes.

## Historique
En 1936, constitution d'une coopérative d'agriculteur nommée « Blé des Landes ».
En 1949, début de la production de semences.
En 1973, la coopérative Blé des Landes change de nom pour Maïsadour.
En 1998, Maïsadour acquiert Delpeyrat.
En 1999, création de la filiale Maïsadour Semences SA.
En 2005, holding MVVH (pour Maïsadour, Vivadour, Val de Sèvre Holding) est créée.
En 2011, Maïsadour acquiert Comtesse du Barry.
En 2015, Maïsadour annonce la fusion de ses activités dans les semences avec Terrena.
En 2016, Maïsadour fait passer ses jardineries sous la marque Gamm Vert, en tant que franchisé.
En janvier 2017, Maïsadour, qui est lui centré sur le département des Landes, annonce la fusion de ses activités avec la coopérative Terres du Sud, présente notamment en Lot-et-Garonne dans l'élevage de volailles et particulièrement de canards, mais également dans la production céréalière ou de jus de fruits. Le nouvel ensemble devrait avoir 7 500 employés et environ 2 milliards d'euros de chiffre d'affaires.
En avril 2018, avec le développement et la diversification des produits (en plus du maïs, tournesol, colza) de sa filiale de semences à l'international (Allemagne, Italie, Bénelux, Portugal, Espagne, Hongrie, Pologne, Roumanie, Ukraine, Russie, Turquie) la marque Maïsadour Semences s'anglicise pour être dénommée MAS Seeds. 
En décembre 2018, Invivo acquiert 29 magasins Gamm Vert à son franchisé Maïsadour, sur les 36 qu'il possède, les 7 autres sont vendus à une autre entreprise.
En mars 2025, Maïsadour et Euralis, coopératives agricoles de tailles équivalentes, annoncent leur intention de fusionner l'ensemble de leurs activités.

## Activités
Les principales activités sont la collecte et la commercialisation de céréales, fournitures agricoles, alimentation animale, productions animales, productions légumières (en partenariat avec Bonduelle) et semences et produits du terroir.
Deux grands pôles composent le groupe :
- Agricole : 8 000 agriculteurs dont 5000 adhérentsparticipent à l'activité agricole (productions végétales, productions animales et nutrition animale) du Groupe[13].
- Agroalimentaire  : le groupe possède la marque Delpeyrat (foie gras, jambon de Bayonne, saumon) et St Sever (volailles). Les jardineries Maïsadour qui composaient son réseau de libre service agricole (Lisa) sont peu à peu passées, à partir de 2016, sous enseigne Gamm Vert[14] avant leur cession définitive en 2018-2019.